# Karel Poborský
Karel Poborský (* 30. März 1972 in Jindřichův Hradec) ist ein ehemaliger tschechischer Fußballspieler.

## Karriere

### Verein
Karel Poborský begann seine Karriere bei Jiskra Třeboň. 1984 wechselte er zu Dynamo České Budějovice, wo er zehn Jahre blieb, abgesehen von der Saison 1987/88, als er erneut für Třeboň spielte. 1994 ging er nach Prag zu Viktoria Žižkov. Im Winter 1996 holte ihn Slavia Prag. Nach der erfolgreichen EM 1996 verpflichtete ihn Manchester United. Mit der englischen Spielweise kam er schlecht zurecht, nach zwei Jahren wurde er zu Benfica Lissabon abgeschoben.
Im Januar 2001 wechselte er zu Lazio Rom, wo er zu einem Publikumshelden avancierte, vor allem wegen seiner zwei Tore am letzten Spieltag der Saison 2001/02 gegen Inter Mailand, wodurch Juventus Turin doch noch italienischer Meister wurde. Dennoch ging er 2002 zurück in seine Heimat zu Sparta Prag und wurde zum bestbezahlten Spieler der tschechischen Liga. Im September 2005 kritisierte er Trainer Jaroslav Hřebík, woraufhin sein Vertrag aufgelöst wurde und Poborský nach České Budějovice in die 2. Liga zurückkehrte, wo 1991 seine Profikarriere begonnen hatte.
Am Pfingstmontag 2007 beendete er seine Karriere. Im Sommer 2007 übernahm er neben seiner zukünftigen Vorstandstätigkeit bei seinem letzten Klub České Budějovice auch das Amt des technischen Direktors der tschechischen Nationalelf. Sein Spitzname lautet Steve. Er entstand Anfang der 1980er Jahre, als der kanadische Skirennläufer Steve Podborski erfolgreich war.

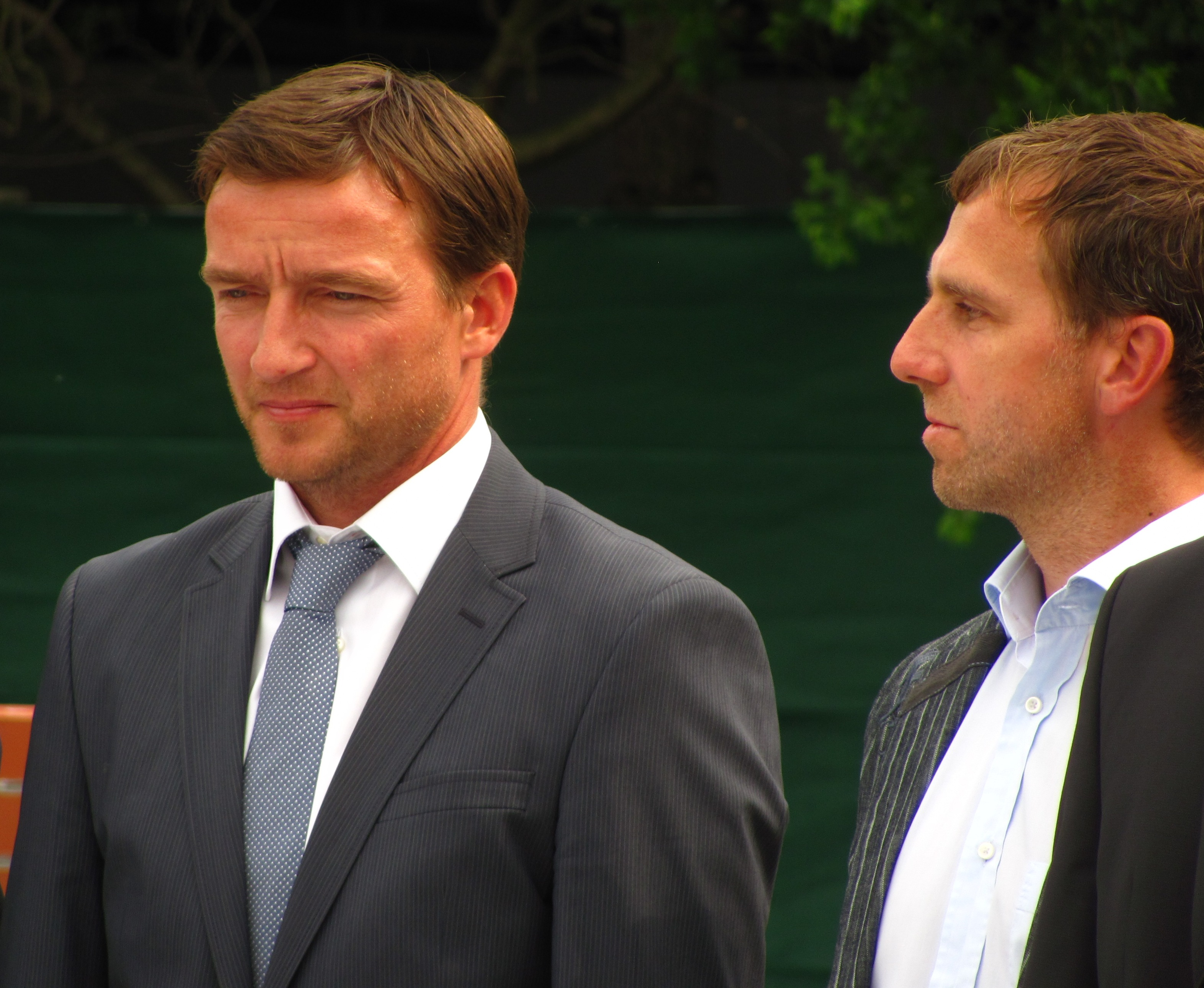
Vladimír Šmicer und Karel Poborský 2012

### Nationalmannschaft
Am 18. August 2004 wurde er der erste tschechische Nationalspieler, der die 100-Spiele-Marke erreichte. Sein erstes Spiel für die Nationalmannschaft hatte er am 23. Februar 1994 gegen die Türkei bestritten. Bei der EM 1996 erzielte er das entscheidende Tor im Viertelfinale gegen die portugiesische Nationalmannschaft. Er nahm als Nationalspieler an der EM 1996, der EM 2000, der Euro 2004 und der WM 2006 teil.

## Erfolge
Poborský wurde 1996 mit Slavia Prag tschechischer Meister, 2003 und 2005 mit Sparta Prag. Mit Manchester United gewann er 1997 die Premier League. Mit der tschechischen Nationalmannschaft wurde er 1996 in England Vizeeuropameister.